# Health Care Without Harm
Health Care Without Harm (Kurz: HCWH) ist eine weltweit tätige Nichtregierungsorganisation mit dem Ziel, die Gesundheit zu schützen und das Gesundheitssystem nachhaltiger zu gestalten, besonders durch das Ersetzen gefährlicher Chemikalien wie Quecksilber und andere die Gesundheit beeinträchtigende Stoffe. Die Organisation arbeitet mit Krankenhäusern und anderen Akteuren aus dem Gesundheitssektor zusammen, unter anderem auch zu Themen wie Antibiotikaresistenzen oder Klimaschutz in Gesundheitseinrichtungen.
Die Organisation ist 1996 mit Sitz in mit Sitz in den USA gegründet worden und hat inzwischen Büros in Europa, Lateinamerika und Asien. 2011 begann sie mit dem Aufbau der Global Green and Healthy Hospitals (GGHH). Das Netzwerk dient dem Ziel, Nachhaltigkeit in Einrichtungen des Gesundheitswesens zu fördern. Es umfasst etwa 1000 Mitglieder in über 50 Ländern, die zusammengenommen mehr als 32.000 Krankenhäuser und Gesundheitszentren vertreten.

## Aktivitäten
Im September 2019 veröffentlichte Health Care Without Harm eine vielfach beachte Studie („Health care’s climate footprint“) zum CO2-Fußabdruck des Gesundheitswesens, nach der das Gesundheitswesen für weltweit 4,4 Prozent (Deutschland 5,2 Prozent) der Nettoemissionen (Kohlendioxid Äquivalent) verantwortlich ist.